# 905-ös busz (Pécs)
A pécsi 905-ös jelzésű autóbusz egy megszűnt éjszakai autóbuszvonal, mely 1999 és 2008 között közlekedett a Belváros – Uránváros – Megyer – Belváros útvonalon, menetrend szerint minden nap 0.45-kor. 
Útvonala az Árkád és Uránváros között azonos a 2-es járat útvonalával, Uránváros és a Péchy Blanka tér között a 4-es járat útvonalával, a Megyeri úttól Kertvárosig az 1-es, a megyeri körig az 55-ös járatokéval, majd a 7-es járat vonalán közlekedett vissza a Belvárosig.
Ellenkező irányba a 904-es járat közlekedett.

## Története
A 70-es és 80-as években számos járat közlekedett Uránváros – Belváros, illetve Nevelési Központ – Belváros viszonylaton, de közvetlen Uránváros – Kertváros vonalon nem. 2008-as megszűnése után átvette a szerepét a 901-es és a 903-as járat.

## Útvonala
A járatok útvonala:
| Árkád – Uránbáros: | Uránváros – Csontváry utca: | Csontváry utca – Árkád:                                                                    |
| --- | --- | ------------------------------------------------------------------------------------------ |
| - Rákóczi út - Hungária utca - Szigeti út - Tüzér utca - Építők útja - Ybl Miklós utca - Esztergár Lajos utca - Páfrány utca - Makay István út - Uránváros, Ürögi fasor | - Uránváros, Ürögi fasor - Makay István út - Páfrány utca - Esztergár Lajos utca - Dr. Veress Endre utca - Péchy Blanka tér - Megyeri híd (Tüzér utca) - Megyeri út - Nagy Imre út | - Aidinger János út - Maléter Pál út - Siklósi út - Árpád híd - Alsó-malom u. - Rákóczi út |